# Železniční trať Rybniště–Varnsdorf
Železniční trať Rybniště–Varnsdorf (v jízdním řádu pro cestující označená číslem 085) je regionální dráha ve Šluknovském výběžku. Trať byla uvedena do provozu v roce 1869. Je to jednokolejná neelektrizovaná trať.

## Historie

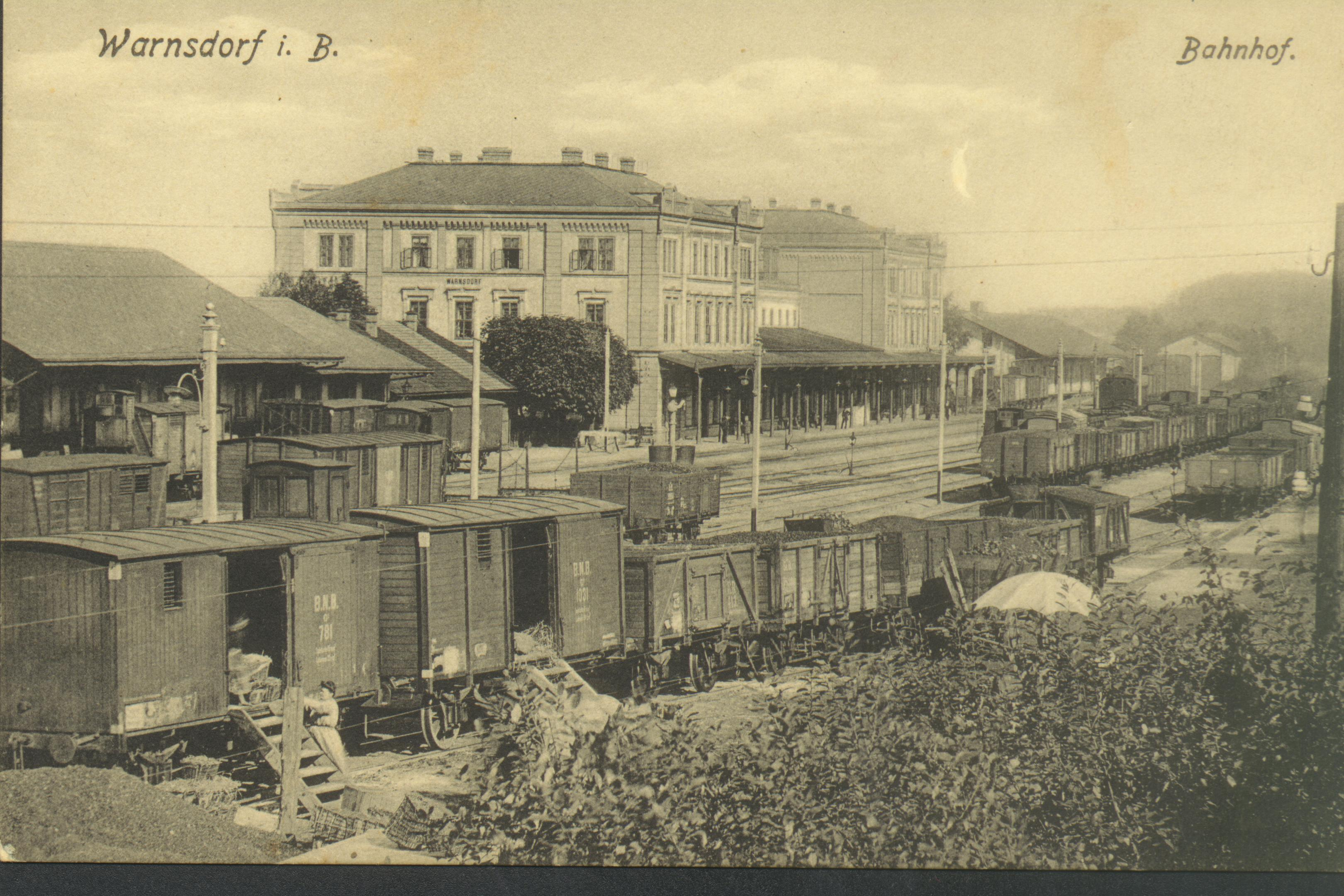
Nádraží Varnsdorf na pohlednici z doby okolo roku 1900

Trať byla projektována jako součást páteřní sítě České severní dráhy (Böhmische Nordbahn BNB), koncese byla udělena roku 1865, avšak se stavbou se začalo až po Prusko-rakouské válce v roce 1867, výstavba se kvůli náročnosti terénu Lužických hor (zejména na navazujícím úseku přes Jedlovou) zpožďovala, nicméně v lednu 1869 byla trať zkolaudována a 16. ledna byl zahájen provoz. Stanice ve Varnsdorfu byla budována již s ohledem na plánovanou trať ze Žitavy Česká severní dráha byla zestátněna k 15. listopadu 1908, provoz převzaly Císařsko-královské státní dráhy.
V říjnu 1918 v reakci na rozpad Rakouska-Uherska a vyhlášení Českosloslovenské republiky byl v Němci obývaných severozápadních Čechách vyhlášena provincie Deutschböhmen, jejíž dráhy Deutschösterreichische Staastbahnen převzaly provoz i na této trati, nicméně již v prosinci téhož roku převzalo Československo kontrolu nad Němci obývaným územím a provoz dráhy převzaly Československé státní dráhy (ČSD).
V letech 1938–1945 trať zabrala Německá říše a provoz zajišťovaly Německé říšské dráhy (DR). Po 2. světové válce se provoz vrátil pod ČSD a na trati jezdily též přímé vlaky do Liberce.
Při převedení funkce provozovatele na SŽDC v roce 2008 měla trať status úseku celostátní dráhy. Ke dni vydání Prohlášení o dráze celostátní a regionální pro jízdní řád 2013 byla již regionální drahou. V prosinci 2010 převzala provoz pravidelných osobních vlaků společnost Vogtlandbahn (nynější die Länderbahn), přičemž byly zavedeny přímé osobní vlaky Liberec–Žitava–Rybniště pod značkou Trilex. V prosinci 2020 se provoz pravidelných osobních vlaků na trati vrátil pod České dráhy, čímž též zaniklo přímé spojení s Libercem.

## Navazující tratě

### Rybniště
- Železniční trať Děčín–Rumburk

### Varnsdorf
- Železniční trať Mittelherwigsdorf – Varnsdorf – Eibau

## Stanice a zástávky

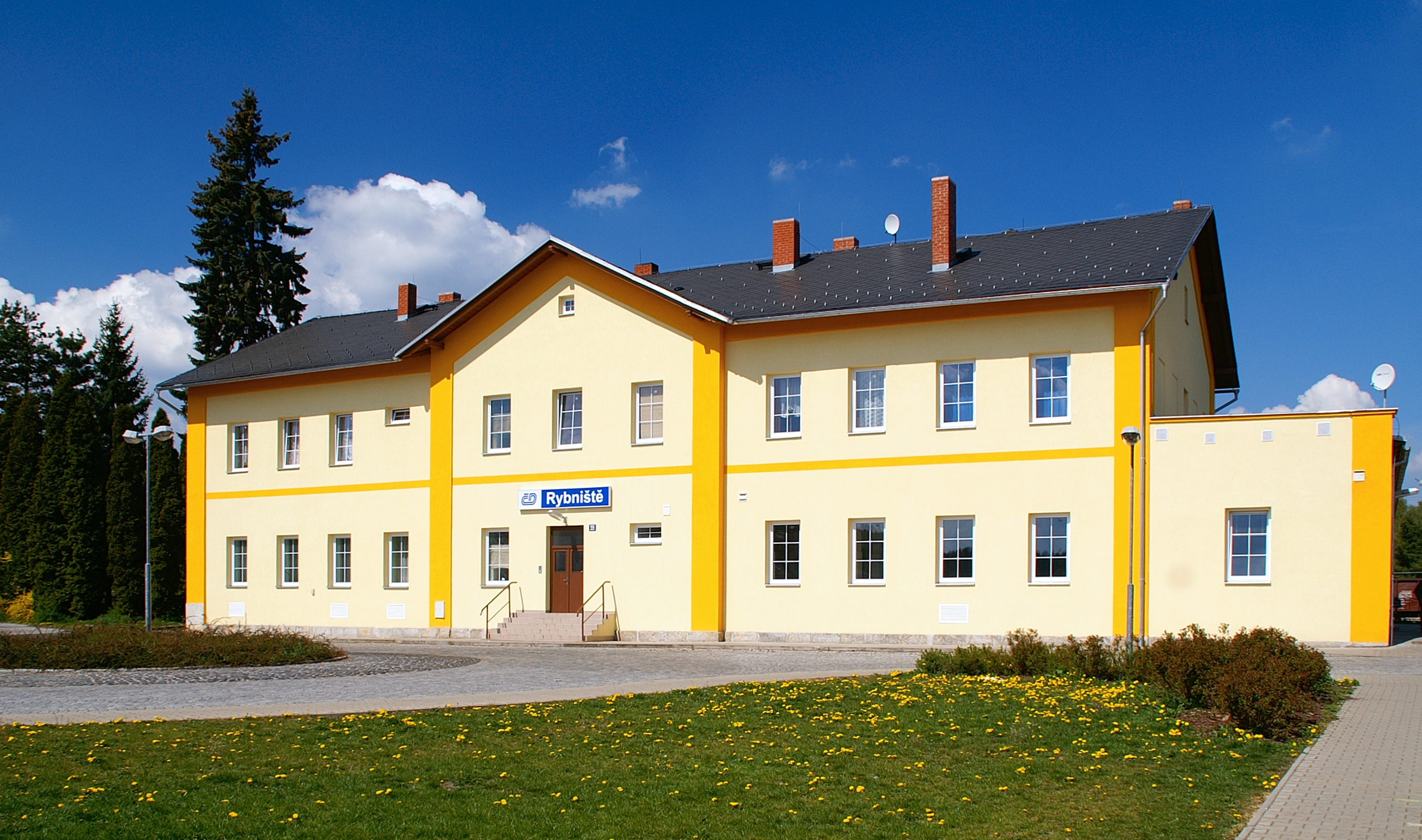
Rybniště
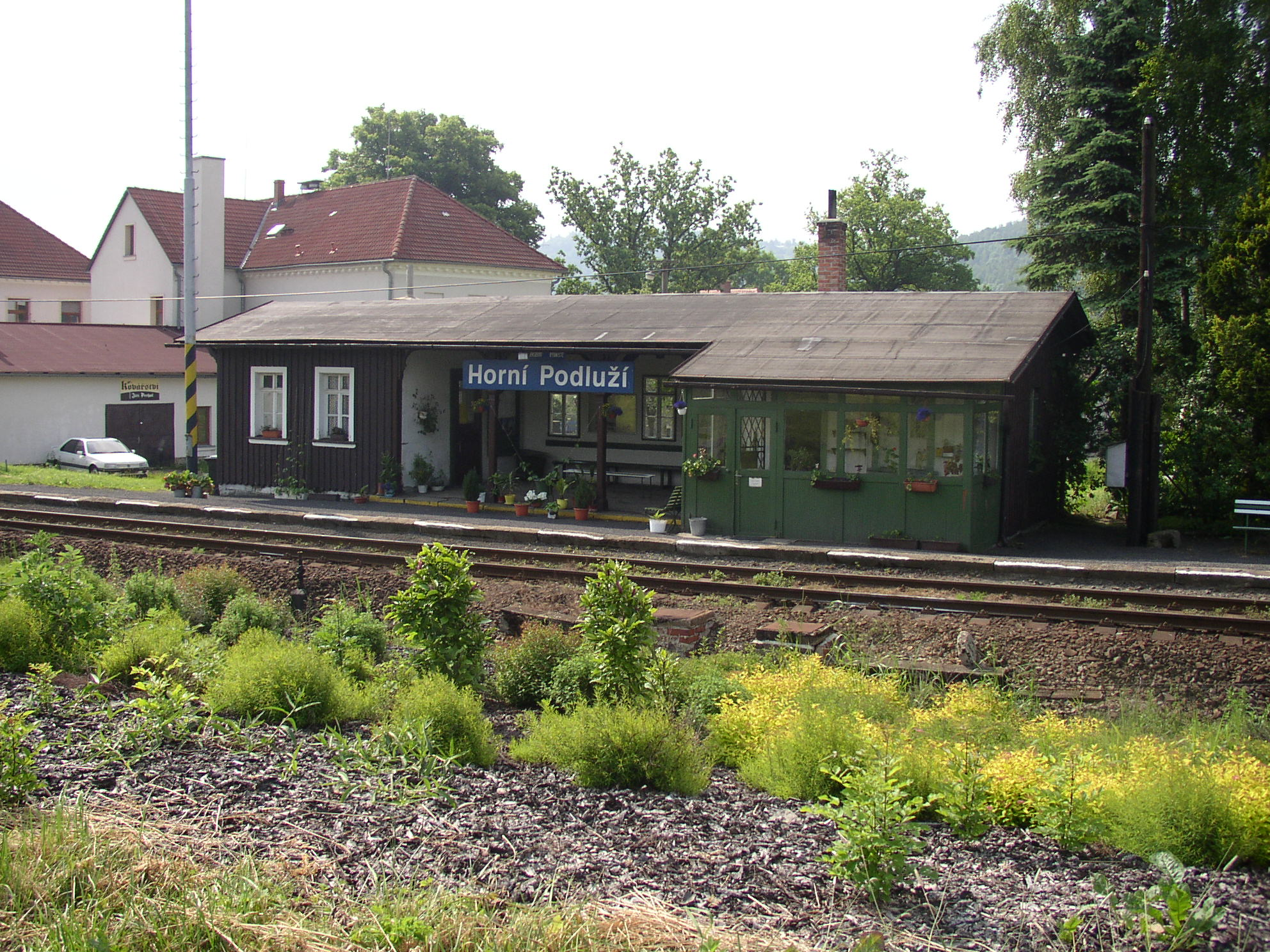
Horní Podluží
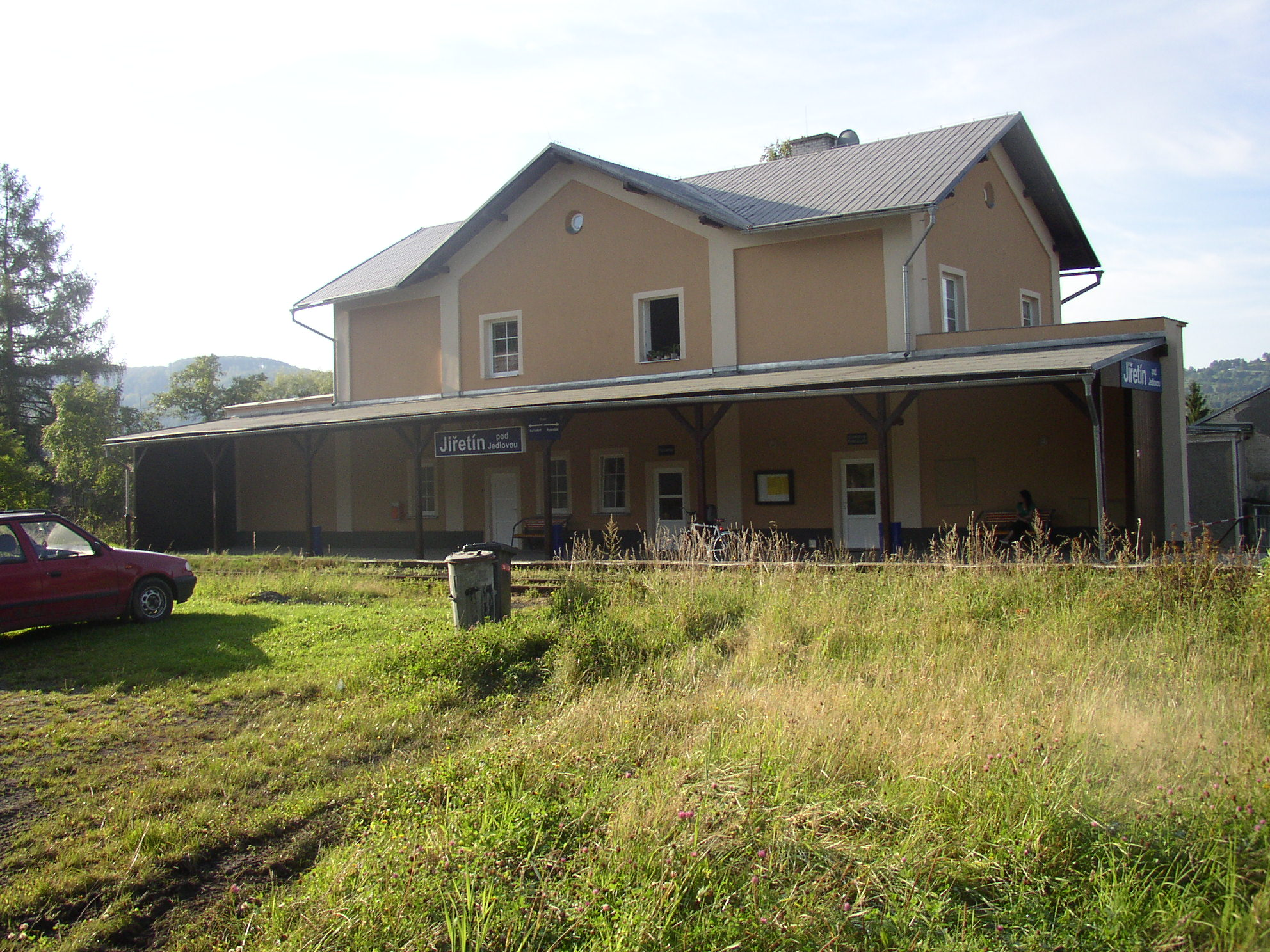
Jiřetín pod Jedlovou
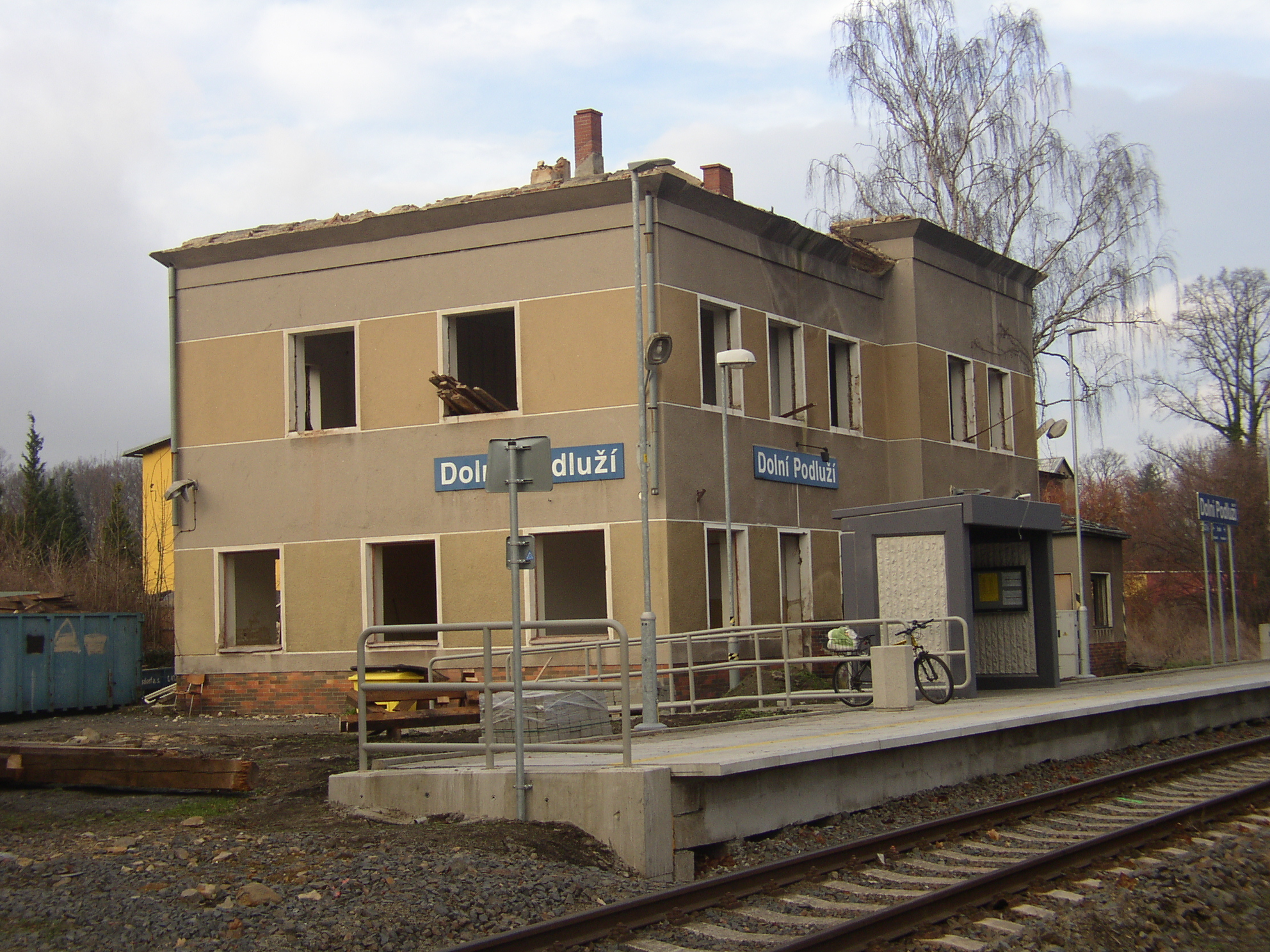
Dolní Podluží
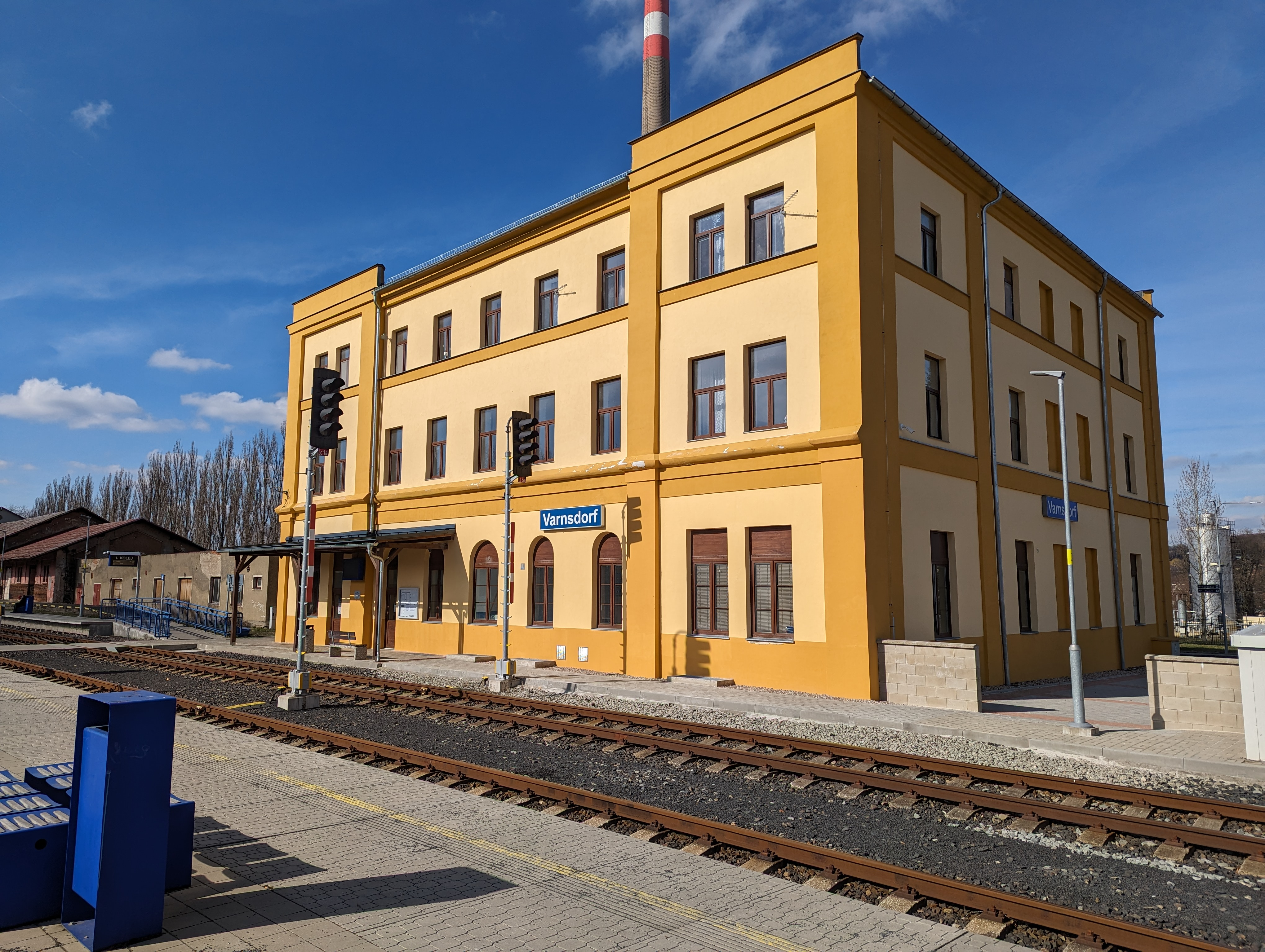
Varnsdorf